# Live (album Józefa Skrzeka)
Józef Skrzek Live – album muzyczny Józefa Skrzeka, nagrany wraz z członkami zespołu Bezdomne Psy oraz Ryszardem Riedlem podczas koncertu na festiwalu w Jarocinie, w lipcu 1987. Po zmiksowaniu w studiu „Exodus” w Warszawie LP został wydany w 1989 przez Polskie Nagrania „Muza”. W 2007 roku publikacja została ujęta jako ósma płyta z 20 płytowego boxu muzycznego dotyczącego twórczości Józefa Skrzeka zatytułowanego Viator 1973–2007 wydanego przez Metal Mind Productions. W edycji kompaktowej z 2007 roku zostało dołożonych 6 utworów zarejestrowanych podczas festiwalu w Jarocinie, w lipcu 1986 roku przez Józefa Skrzeka i Bezdomne Psy.

## Muzycy
- Józef Skrzek – syntezatory (polymoog, minimoog, micromoog), śpiew
- Leszek Winder – gitara elektryczna
- Jerzy Kawalec – gitara basowa
- Michał Giercuszkiewicz – perkusja
- Ryszard Riedel – harmonijka, śpiew

## Lista utworów płyty analogowej
Strona A
| 1. | „Hung Under” (Józef Skrzek, sł.Tom Winter)                                           | 1:40  |
|    |                                                                                      |       |
| 2. | „Wieczorne granie” (J. Skrzek, M. Giercuszkiewicz, L. Winder, J. Kawalec, R. Riedel) | 10:13 |
|    |                                                                                      |       |
| 3. | „Powiedz mi mała” (J. Skrzek, M. Giercuszkiewicz, L. Winder, J. Kawalec, R. Riedel)  | 9:55  |
|    |                                                                                      |       |
|    |                                                                                      | 21:48 |
|    |                                                                                      |       |
Strona B
| 4. | „Everyday I'm a Blues” (J. Skrzek, M. Giercuszkiewicz, L. Winder, J. Kawalec, R. Riedel) | 17:11 |
|    |                                                                                          |       |
| 5. | „Singer” (Józef Skrzek, sł.Tom Winter)                                                   | 3:14  |
|    |                                                                                          |       |
|    |                                                                                          | 20:25 |
|    |                                                                                          |       |

## Lista utworów płyty kompaktowej[2]
1. Hung Under  01:46
2. Wieczorne granie  10:26
3. Powiedz mi Mała  10:12
4. Everyday I`m A Blues  17:29
5. Singer  04:22
6. When I Was Young?  03:48
7. Episode I 06:13 (utwór dodatkowy)
8. Episode II  04:15 (utwór dodatkowy)
9. Episode III 06:22 (utwór dodatkowy)
10. Episode IV 04:59 (utwór dodatkowy)
11. Episode V 05:10 (utwór dodatkowy)
12. Episode VI 03:37 (utwór dodatkowy)

## Informacje uzupełniające
- Produkcja – Tomasz Dziubiński
- Realizacja nagrań – Andrzej Puczyński, Wojciech Postek, Dariusz Gospodarczyk
- Projekt okładki – Leszek Rudnicki